# Vrije zone (douane)

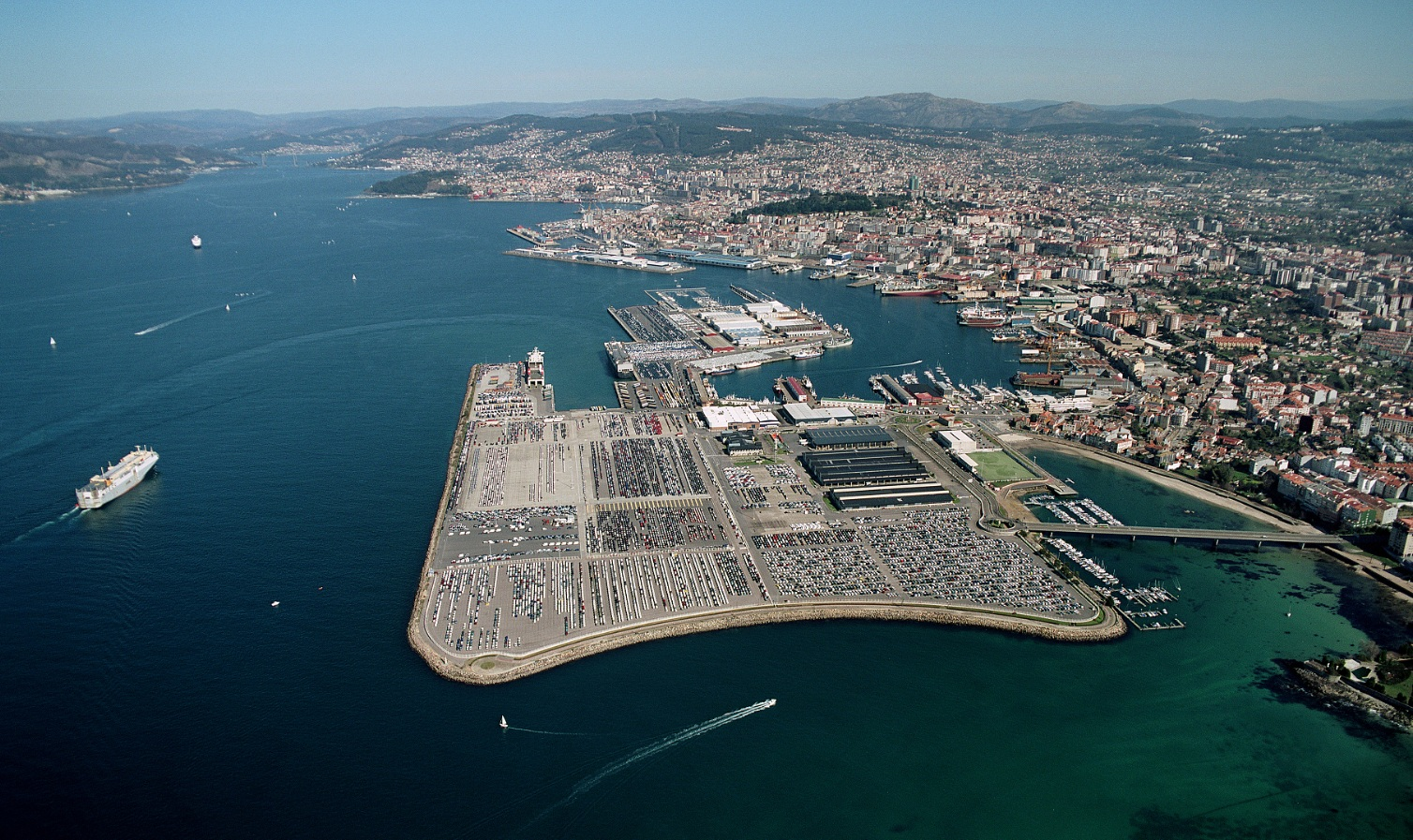
Luchtfoto van de vrije zone van Vigo, Spanje.

Een vrije zone is douanetechnisch gezien een afgescheiden stuk buitenland dat zich op het grondgebied van de Europese douane-unie bevindt. Lidstaten van de Europese Unie kunnen dergelijke 'vrije zones' afbakenen, mits melding aan de Europese Commissie. In april 2020 bestonden er 82 vrije zones in de EU, maar geen in België of Nederland.

## Types vrije zone
In de Europese Gemeenschap waren er twee types vrije zones:
- Vrije zone controletype I
- Vrije zone controletype II (opgeheven)[3]

### Vrije zone controletype I
Een vrije zone controletype I is afgesloten van de rest van het douanegebied. Het controlesysteem is gebaseerd op de aanwezigheid van een omheining. Op dit moment zijn er geen vrije zones controletype I in Nederland en België aanwezig.

### Vrije zone controletype II
Bij een vrije zone controletype II is geen zichtbare omheining aanwezig. Hier speelt de administratie van een bedrijf een belangrijke rol. De controle is in hoofdzaak gebaseerd op formaliteiten zoals deze gelden voor douane-entrepots. Bij een verzoek tot verkrijgen van dit type vrije zone moet rekening worden gehouden met de eis, dat voor de administratie gebruik moet worden gemaakt van een geautomatiseerd systeem.
Op de luchthaven Schiphol was een vrije zone controletype II gevestigd.